# Aphonopelma joshua
Espèce
Aphonopelma joshua est une espèce d'araignées mygalomorphes de la famille des Theraphosidae.

## Distribution
Cette espèce est endémique de Californie aux États-Unis. Elle se rencontre dans le désert des Mojaves dans les comtés de San Bernardino et de Riverside.

## Description

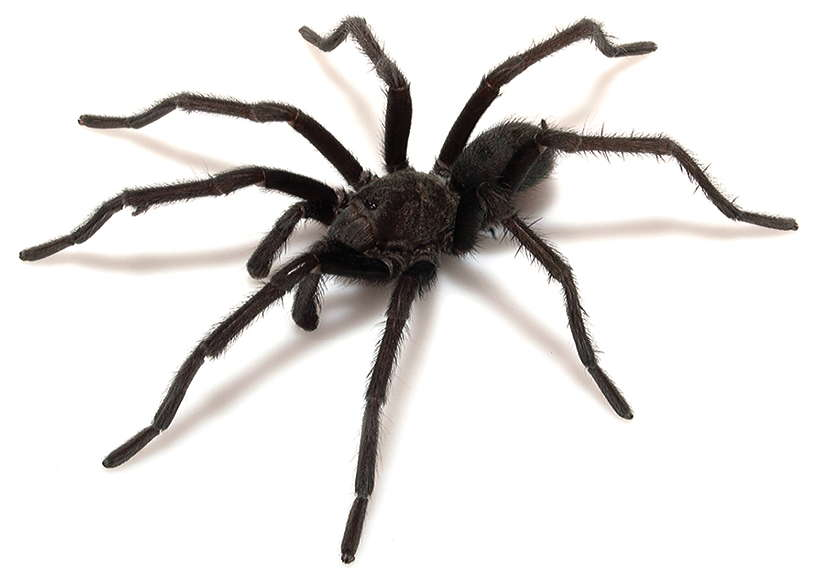
Aphonopelma joshua mâle

Le mâle holotype mesure 23,80 mm et la femelle paratype 28,0 mm.

## Étymologie
Son nom d'espèce lui a été donné en référence au lieu de sa découverte, le parc national de Joshua Tree.

## Publication originale
- Prentice, 1997 : Theraphosidae of the Mojave Desert West and North of the Colorado River (Araneae, Mygalomorphae, Theraphosidae). Journal of Arachnology, vol. 25, p. 137–176 (texte intégral).